# كهف ييينوو
يقع كهف ييينوو في جزيرة هايو، أقصى شمال جزيرة فانواتو. يضم الكهف بعض تكوينات ملحوظة من النوازل. 
في اللغة المحلية، يعني اسم الكهف Yöyen Wu ‎[jɵjənˈwʉ]‏ «كهف الأرواح».